# SiderAlloys
SiderAlloys International (o Sider Alloys International o, semplicemente, SiderAlloys o Sider Alloys) s.a. è una società svizzera operativa nel settore della siderurgia e della lavorazione di leghe. È nota in Italia per aver acquistato nel febbraio 2018 lo stabilimento di Portovesme (Portoscuso) (SU) dall'americana ALCOA Inc..

## Storia
Fondata a Lugano nel 2010 per fornire ferroleghe, metalli di base, metalli minori, materie prime e soft commodities da un gruppo di ex dipendenti della multinazionale russa Evraz, guidati da Giuseppe Mannina (ex Finsider negli anni settanta, quindi alla Duferco e infine responsabile della logistica e del marketing di Evraz). Nel dicembre 2015 Mannina (ha fondato insieme ad altri anche un'altra società di cui è presidente, la Trasteel, operativa nel trading internazionale di metalli ferrosi e non) ha confermato al Governo italiano il suo interesse a rilevare in Sardegna lo stabilimento di Portovesme, di proprietà del colosso americano Alcoa, fermo dal 2014 dopo essere entrato in crisi già due anni prima. Notizia accolta con qualche perplessità in Sardegna.
Nel febbraio 2018 la cessione dello stabilimento, che nei tempi migliori produceva 150.000 tonnellate di alluminio primario, è avvenuta in tre passaggi: Alcoa ha venduto a Invitalia, l'Agenzia per lo sviluppo di imprese partecipata dal Ministero dell'economia italiano, e Invitalia a sua volta al gruppo svizzero con la garanzia di 135 milioni di euro di investimenti (92 di agevolazioni, 20 il contributo di Alcoa e 23 di SiderAlloys) e l'impiego di 370 lavoratori. Ai dipendenti assicurato il 5% della nuova Alcoa targata SiderAlloys e un posto nel consiglio di sorveglianza.
Nel maggio 2018 definito il programma di riapertura: una volta terminata la fase di revamping (riammodernamento degli impianti) lo stabilimento assorbirà i primi 50 lavoratori nel settembre 2018 e inizierà a produrre gradualmente alluminio a partire dal maggio 2019. A pieno regime (quindi con l'impiego degli oltre 370 lavoratori) sarà nel settembre 2020. La partecipazione di Invitalia sarà del 20% di cui il 5% destinato ai lavoratori.